# Населення Північної Америки
Населення Північної Америки — понад 500 млн осіб, що становить 7 % від населення світу. В межах материка часто виділяють Північноамериканський регіон, який об'єднує США, Канаду, Гренландію, Сен-П'єр і Мікелон і Бермуди.

## Населення за країнами
| №  | Держава                         | Населення станом на 2015 | Джерело                                                                       |
| -- | ------------------------------- | ------------------------ | ----------------------------------------------------------------------------- |
| 1  | США                             | 321 234 000              | Official population clock [Архівовано 24 жовтня 2017 у Wayback Machine.]      |
| 2  | Мексика                         | 121 006 000              | Official estimate                                                             |
| 3  | Канада                          | 35 819 000               | Official estimate [Архівовано 4 липня 2016 у Wayback Machine.]                |
| 4  | Гватемала                       | 16 176 000               | Official estimate [Архівовано 14 березня 2014 у Wayback Machine.]             |
| 5  | Куба                            | 11 252 000               | Official estimate [Архівовано 19 серпня 2019 у Wayback Machine.]              |
| 6  | Гаїті                           | 10 994 000               | Official estimate                                                             |
| 7  | Домініканська Республіка        | 9 980 000                | Official estimate                                                             |
| 8  | Гондурас                        | 8 950 000                | Official estimate [Архівовано 21 жовтня 2017 у Wayback Machine.]              |
| 9  | Нікарагуа                       | 6 514 000                | Official estimate [Архівовано 2 травня 2013 у Wayback Machine.]               |
| 10 | Сальвадор                       | 6 460 000                | Official estimate [Архівовано 21 жовтня 2017 у Wayback Machine.]              |
| 11 | Коста-Рика                      | 4 851 000                | Official estimate                                                             |
| 12 | Панама                          | 3 764 000                | Official estimate [Архівовано 3 березня 2016 у Wayback Machine.]              |
| 13 | Пуерто-Рико                     | 3 508 000                | Official estimate [Архівовано 21 жовтня 2017 у Wayback Machine.]              |
| 14 | Ямайка                          | 2 729 000                | Official estimate [Архівовано 4 грудня 2015 у Wayback Machine.]               |
| 15 | Тринідад і Тобаго               | 1 357 000                | Official estimate [Архівовано 8 грудня 2015 у Wayback Machine.]               |
| 16 | Гваделупа                       | 405 000                  | Official estimate [Архівовано 13 травня 2015 у Wayback Machine.]              |
| 17 | Мартиніка                       | 383 000                  | Official estimate [Архівовано 13 травня 2015 у Wayback Machine.]              |
| 18 | Багамські Острови               | 379 000                  | Official estimate[недоступне посилання]                                       |
| 19 | Беліз                           | 369 000                  | Official estimate [Архівовано 4 грудня 2015 у Wayback Machine.]               |
| 20 | Барбадос                        | 283 000                  | 2010 census result [Архівовано 17 листопада 2017 у Wayback Machine.]          |
| 21 | Сент-Люсія                      | 172 000                  | Preliminary 2010 census result                                                |
| 22 | Кюрасао                         | 157 000                  | Official estimate [Архівовано 14 травня 2011 у Wayback Machine.]              |
| 23 | Аруба                           | 110 000                  | Official estimate                                                             |
| 24 | Сент-Вінсент і Гренадини        | 110 000                  | Official estimate [Архівовано 13 листопада 2014 у Wayback Machine.]           |
| 25 | Американські Віргінські Острови | 105 000                  | 2010 census result [Архівовано 12 червня 2018 у Wayback Machine.]             |
| 26 | Гренада                         | 104 000                  | Preliminary 2011 census result [Архівовано 21 жовтня 2017 у Wayback Machine.] |
| 27 | Антигуа і Барбуда               | 89 000                   | Final 2011 census result [Архівовано 20 жовтня 2017 у Wayback Machine.]       |
| 28 | Домініка                        | 71 000                   | Preliminary 2011 census result [Архівовано 8 червня 2019 у Wayback Machine.]  |
| 29 | Бермудські Острови              | 65 000                   | Final 2010 census result                                                      |
| 30 | Кайманові Острови               | 59 000                   | Official estimate [Архівовано 21 жовтня 2017 у Wayback Machine.]              |
| 31 | Гренландія                      | 56 000                   | Official estimate [Архівовано 14 лютого 2021 у Wayback Machine.]              |
| 32 | Сент-Кіттс і Невіс              | 46 000                   | 2011 census result [Архівовано 26 грудня 2017 у Wayback Machine.]             |
| 33 | Сінт-Мартен                     | 39 000                   | Official estimate [Архівовано 7 березня 2011 у Wayback Machine.]              |
| 34 | Острови Теркс і Кайкос          | 37 000                   | Preliminary 2012 census result [Архівовано 4 березня 2016 у Wayback Machine.] |
| 35 | Сен-Мартен                      | 36 000                   | Official estimate [Архівовано 2 квітня 2015 у Wayback Machine.]               |
| 36 | Британські Віргінські Острови   | 31 000                   | 2010 census result [Архівовано 28 лютого 2021 у Wayback Machine.]             |
| 37 | Карибські Нідерланди            | 26 000                   | Official estimate [Архівовано 19 березня 2011 у Wayback Machine.]             |
| 38 | Ангілья                         | 14 000                   | Final 2011 census result                                                      |
| 39 | Сен-Бартелемі                   | 10 000                   | Official estimate [Архівовано 2 квітня 2015 у Wayback Machine.]               |
| 40 | Сен-П'єр і Мікелон              | 6 000                    | Official estimate [Архівовано 2 квітня 2015 у Wayback Machine.]               |
| 41 | Монтсеррат                      | 5 000                    | 2011 census result [Архівовано 3 квітня 2019 у Wayback Machine.]              |
|    | Разом                           | 567 761 000              |                                                                               |

## Розміщення

Густота населення (осіб/км²) країн світу, 2006 рік

Розміщення населення у Північній Америці залежить від історичного часу заселення конкретної території. Основна кількість населення США і Канади (130 млн осіб) зосереджена між атлантичним узбережжям та меридіаном 85° з. д., у вузькій смузі державного кордону між двома країнами, між Великими озерами та річками Міссісіпі й Огайо. Суворі кліматичні умови завадили широкому заселенню просторів на крайній півночі континенту. Центральна Америка особливо густо заселена на Антильських островах (Ямайка — 200 осіб/км²; Тринідад і Тобаго, Барбадос — 580 осіб/км²). Найменш заселені пустельні регіони північно-західної частини Мексики (пустеля Сонора).